# Бутринті (озеро)
Бутринті (алб. Liqeni i Butrintit) — озеро на півдні  Албанії. Раніше відоме як озеро Віваро або озеро Ватціндро (або Вутцінтро).

## Розташування
Лежить на півдні Албанії в окрузі Саранда в області  Вльора.

## Опис
Насправді це лагуна. З нього відкривається краєвид Іонічного моря, відстань до якого лише 2 км. Досить велике за розміром. Озеро має площу близько 16,3 квадратних кілометрів, середня глибина становить близько 14 метрів, а максимальна глибина досягає 21 м. Озеро завдовжки 7,1 км і до 3,3 км завширшки.
Лагуна у своїй південній частині з'єднана з морем через канал Вівар, який має довжину приблизно 2,5 км. Озеро і його околиці були сформовані у четвертинному періоді. Близько 3000 років озеро було ще морською затокою.
Поруч з ним розташовані руїни древнього міста Бутротум (сучасна албанська назва Бутринті), в якому містяться стародавні грецькі і римські старожитності і який є одним з найпопулярніших туристичних центрів в Албанії.